# Зак, Лев Маркович
Лев Маркович Зак (1852—1897, Минск) — российский революционер-народник, переводчик «Капитала» Карла Маркса на русский язык.

## Биография
Лев Маркович Зак родился в 1852 году. Стал заметен в русском и еврейском рабочем движении. В начале 1879 года был арестован за участие в тайном революционном обществе «Земля и воля» и был сослан в Енисейск. В июле 1879 года по дороге к месту ссылки пытался бежать, но был пойман и переведён за это в Якутскую область. Из Верхоянска также пытался бежать, но опять неудачно.
В 1886 году вернулся из ссылки в Минск, став заметным пропагандистом социал-демократических идей. Весной 1888 года снова был сослан в Якутскую область, откуда вернулся лишь в 1896 году.
Сразу по возвращении в Минск совместно с Евгенией Гурвич занялся переводом «Капитала» Карла Маркса. Это был второй вариант перевода «Капитала» на русский язык. Зак перевёл I и IV отделы, остальное перевела Гурвич.
Умер в 1897 году от дизентерии, так и не увидев книги со своим переводом. Она будет опубликована в 1899 году под редакцией Петра Струве.